# Lei (schrijfplank)

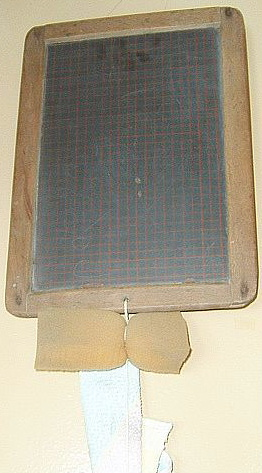
Lei met spons ± 1950

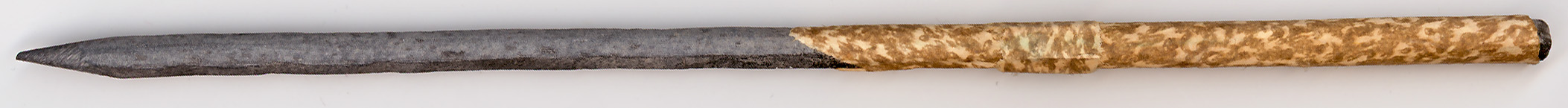
Griffel

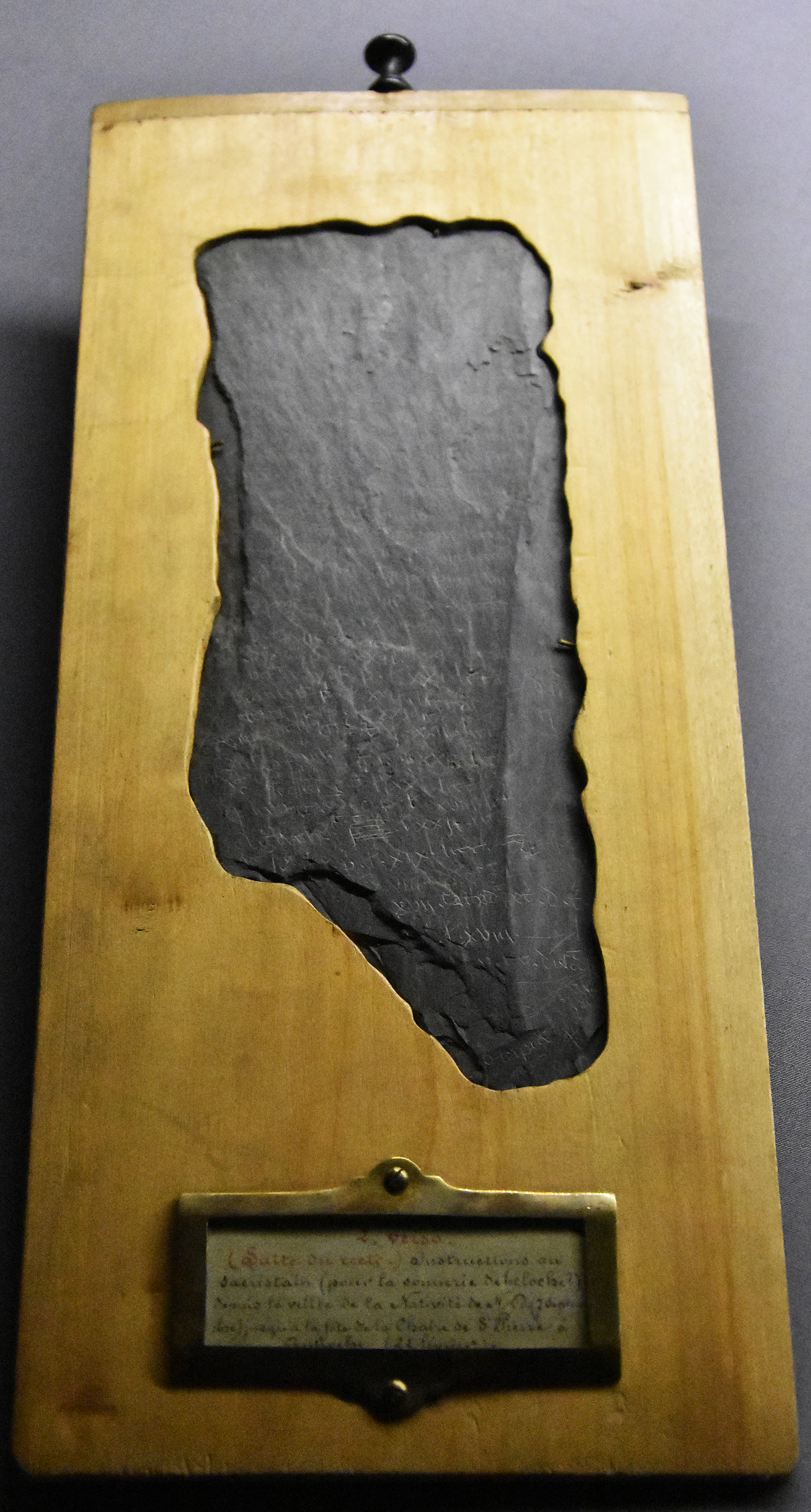
Een leisteen met inscripties wordt ook wel tablet genoemd

Een lei is een schrijfplank van leisteen.
Lei of leisteen is een donkergrijs gesteente dat in dunne bladen voorkomt. Bladen zijn dunne stukken steen waar bijvoorbeeld dakpannen van worden gemaakt. Lei bestaat uit zeer fijn korrelig gesteente van voornamelijk kwarts, mica en toermalijn. Er zijn drie bekende manieren waarop leisteen wordt gebruikt: daklei, griffellei en schrijflei.
Leisteen bestaat uit dunne laagjes, waar een olieachtige vloeistof in zit. Als men op de lei krast, dan laat dit een zichtbare grijze kras achter. Zodoende gebruikte men tot ver in de twintigste eeuw op onder andere scholen deze steen nog om op te schrijven.
Voordat op een leisteen geschreven kan worden, moet de leisteen gesplitst worden. Het splitsen kan langs de graan, met andere woorden, de horizontale lengte van de steen. Door het splitsen verkrijgt men deze platen steen.

## Spreekwoordelijk
- Op een plaat leisteen kan men schrijven door er op te krassen met een schrijfstift, griffel genaamd. Een lei kan heel gemakkelijk worden schoongewist, waarna de schrijfplank opnieuw gebruikt kan worden. Hierop duidt het gezegde ‘met een schone lei beginnen’.

- De uitdrukking 'een tien met een griffel' komt ook hiervandaan: de vlijtige leerling kreeg een nieuwe griffel voor zijn lei als beloning.